# Veymandoo
Veymandoo, auch Veimandu, ist eine Insel des Kolhumadulu-Atolls im Inselstaat Malediven in der Lakkadivensee (Indischer Ozean). Sie ist Hauptinsel des Verwaltungsatolls Thaa, welches das gesamte Kolhumadulu-Atoll umfasst.

## Geographie
Die fast rechteckige Insel mit einer Fläche von etwa 55 Hektar liegt im Süden des Atolls, am östlichen Ende einer Riffformation. 2014 hatte Veymandoo 1052 Einwohner.